# Современники (сборник)
«Совреме́нники» (1967) — поэтический сборник Пермского книжного издательства, опубликованный под редакцией Н. Пермяковой (Гашевой) и вызвавший резкую критику (В. Астафьев, Б. Марьев, А. Черкасов и др.).
Молодые поэты, чьи произведения вошли в сборник, позже приобрели известность в масштабах Урала и России (Нина Аверина, Борис Гашев, Алексей Домнин, Бэла Зиф, Алексей Решетов, Семён Ваксман Архивная копия от 3 июня 2016 на Wayback Machine, Леонид Юзефович и др.).